# 二本木橋
二本木橋（にほんぎばし）は、福島県大沼郡金山町にある道路橋である。

## 概要
金山町西部、JR只見線会津横田駅付近にて一級河川只見川を渡り、国道252号（会津沼田街道）を通す。北詰は金山町大塩、南詰は金山町横田に位置する。現在の橋は2013年（平成25年）11月2日に開通した全長175 m、幅員11.25 mの鋼連続箱桁橋であり当地におけるコンクリート永久橋としては2代目のものである。

### 諸元
- 活荷重 - B活荷重
- 形式 - 3径間鋼連続箱桁橋
- 橋長 - 175.0 m
  - 支間割 - (45.0 m + 85.0 m + 45.0 m)
- 幅員
  - 有効幅員 - 11.25 m
  - 車道幅員 - 8.25 - 8.34 m
  - 歩道幅員 - 片側2.00 m
- 床版 - 鉄筋コンクリートI型鋼格子床版
- 総鋼重 - 758 t
- 防錆仕様 - 耐候性無塗装
- 発注者 - 国土交通省北陸地方整備局長岡国道事務所
- 施工 - 鉄建・宮地異工種建設工事共同企業体
- 架設工法 - トラッククレーン・ベント一括工法
- 開通 - 2013年（平成25年）11月2日[1][2]

## 沿革
当地における架橋は1841年（天保12年）7月26日に行われ始めたとされ、1898年（明治31年）には全長58 m、幅員2.7 mの木橋が、1913年（大正2年）11月15日には木造吊橋へ架け替えられた。
1954年（昭和29年）9月、コンクリート永久橋として架け替えが行われ、全長80 m（主径間63 m）、幅員6 mの1径間上路式2ヒンジソリッドリブアーチ橋・2径間PCラーメン橋が架けられた。上部工施工は高田機工による。1963年には一般国道252号に指定され、建設以後50年以上に渡り当地の自動車交通に供されてきた。
2011年（平成23年）7月29日、平成23年7月新潟・福島豪雨により只見川が大きく増水し、当橋梁のアーチ径間部分が落橋、流出した。道路管理者である福島県にとってこの豪雨により会津地方の広い範囲で大きな被害が出たほか、4ヶ月前に発生した東日本大震災による甚大な被害に続く度重なる被災だったため、8月12日に佐藤雄平福島県知事により国土交通省へ災害復旧要請が行われた。8月20日大畠章宏国土交通大臣による町内の視察が行われ、10月7日に国土交通省北陸地方整備局長岡国道事務所による直轄権限代行事業として事業化されることが告示された。当地では近隣の2箇所の町道橋も落橋しており、唯一被災を免れた町道、四季彩橋も他集落に通じる町道が雪崩の危険性のために冬季閉鎖される。そのため豪雪地帯である当地では南会津郡只見町を始めとした上流部の地域や金山町内の各集落が厳冬期に孤立することから、本格的な降雪期迄に交通を確保する必要があったため、残ったラーメン橋部分を利用し仮橋を建設することとなった。告示翌日の10月8日に事業着手され、10月24日に前田建設工業により施工が開始された。作業は急ピッチで進められ、全長68.08 m（主径間27.4 m）、幅員8.0 mの仮橋が工事開始から57日後の12月20日に完成供用を迎え、道路交通の一旦の確保がなされた。
早急な本復旧のため、仮橋建設と並行してルート検討や設計が行われ、同位置での架設工事では地域交通に大きな障害を生むこと、もともと橋梁の前後でクランク状の急カーブがあり交通事故の危険性が高かったため線形を改良すること、同様の災害で再び落橋する事態を起こさないため路面高を高くすること、近隣に埋蔵文化財や墓地があることといった観点から270 m上流側に新設するルートが決定され、2012年（平成24年）7月に下部工工事が始まり、2013年（平成25年）11月2日に完成供用された。国土交通省、福島県、金山町による迅速な計画策定や住民説明、施工業者による工期短縮のためのアイデア、福島県による冬季閉鎖町道のロータリー式除雪車による除雪と関係諸機関の努力により、落橋から2年3か月と異例の速さで完全復旧に至った。このことから同じくこの水害で道路施設が崩落した国道252号滝スノーシェッドの復旧工事と合わせ、2013年度（平成25年度）全建賞を受賞した。

## 周辺
- 只見線会津横田駅
- 金山町立横田小学校
- 横田郵便局
- 大塩温泉